# Monika Lewczuk
Monika Lewczuk (ur. 10 czerwca 1988 w Łomży) – polska piosenkarka, autorka tekstów i kompozytorka, zdobywczyni tytułów I Wicemiss Polski 2009, I Wicemiss Globe International 2009 i Miss Supranational 2011.
W 2016 zadebiutowała na rynku fonograficznym albumem pt. #1. Płytę promowała singlami: „#Tam tam”, który uzyskał status złotej płyty, oraz „Zabiorę cię stąd”, certyfikowany potrójną platyną „Ty i Ja” i „Biegnę” z gościnnym udziałem Antka Smykiewicza. Utwory były notowane kolejno na 33., 11., 3. i 24. miejscu na liście AirPlay – Top, najczęściej odtwarzanych utworów w polskich rozgłośniach radiowych. Pod koniec 2016 została zaproszona do współpracy z Álvaro Solerem, z którym zaśpiewała w piosence „Libre”. Kompozycja przez dwa tygodnie z rzędu zajmowała 1. miejsce na liście AirPlay.

## Życiorys

### Dzieciństwo i młodość
Urodziła się 10 czerwca 1988 w Łomży. W wieku 7 lat wraz z rodziną przeprowadziła się do Płocka, gdzie ukończyła Szkołę Podstawową nr 4, Publiczne Gimnazjum nr 2 oraz Liceum Ogólnokształcące im. Władysława Jagiełły. Następnie rozpoczęła studia na Politechnice Warszawskiej na kierunku administracji.
Ukończyła również szkołę muzyczną w klasie fortepianu.

### Kariera w modelingu
Swoją karierę zaczynała w modelingu. W 2009 roku została Miss Mazowsza, dzięki czemu zakwalifikowała się do etapu ogólnokrajowego, gdzie w finale Miss Polski 2009 otrzymała tytuł I wicemiss. W tym samym roku zdobyła również tytuł I wicemiss podczas międzynarodowych wyborów Miss Globe International w Albanii. Dwa lata później reprezentowała Polskę w międzynarodowym konkursie piękności Miss Supranational 2011, którego została zwyciężczynią. W nagrodę otrzymała 25 tysięcy dolarów. W 2013 roku pod pseudonimem Monikah zaczęła publikować w internecie swoje pierwsze autorskie piosenki, w tym utwór „Loud & Dirty”, do którego powstał również teledysk. W międzyczasie pracowała jako modelka w Mediolanie.

### Kariera muzyczna
W 2014 wzięła udział w piątej edycji programu The Voice of Poland, kwalifikując się do drużyny Marka Piekarczyka. Dotarła do etapu bitew. Po programie nawiązała współpracę z wytwórnią Universal Music Polska. Pod koniec roku zasiadła w jury podczas międzynarodowego konkursu piękności Miss Supranational 2014.

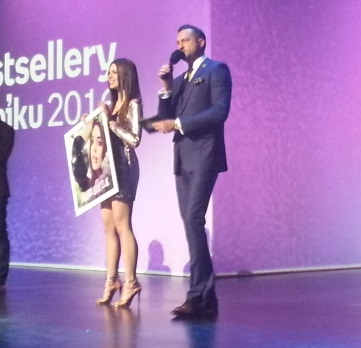
Monika Lewczuk z podwójnie platynową płytą za singel „Ty i Ja” (luty 2017)

W lipcu 2015 został wydany jej debiutancki singel „#Tam tam”, który wokalistka napisała i skomponowała we współpracy z Sarsą (tekst) oraz Rafałem Malickim (muzyka). Kompozycja znalazła się na 33. miejscu na liście AirPlay, najczęściej odtwarzanych utworów w polskich rozgłośniach radiowych, i uzyskała status złotej płyty za sprzedaż w nakładzie przekraczającym 10 tysięcy kopii. 11 września ukazał się jej minialbum #Być tam. W listopadzie premierę miał drugi singel wokalistki „Zabiorę cię stąd”, który stworzyła wspólnie z Jackiem Szymkiewiczem (tekst) i Rafałem Malickim (muzyka). Utwór uplasował się na 11. miejscu w zestawieniu AirPlay.
17 czerwca 2016 do sprzedaży trafił jej debiutancki album studyjny zatytułowany #1, na który współtworzyła większość piosenek. Pozostałymi autorami kompozycji na albumie byli: Rafał Malicki, Sarsa, Jacek Szymkiewicz, Jakub Birecki i Dominika Barabas. W związku z ukazaniem się wydawnictwa odbyła się premiera trzeciego singla wokalistki „Ty i Ja”, notowanego na 3. miejscu na liście AirPlay. Piosenka uzyskała potrójnie platynowy certyfikat za sprzedaż w nakładzie przekraczającym 60 tysięcy kopii. Natomiast album uzyskał status złotej płyty. Latem otrzymała nominację do nagród Eska Music Awards 2016 w kategorii Najlepszy radiowy debiut. W grudniu 2016 zaśpiewała w singlu „Libre” Álvaro Solera. Utwór przez dwa tygodnie z rzędu zajmował 1. miejsce na liście AirPlay. 
Następnie wydała single: „Namieszałeś”, „Brak tchu”, „Z tobą lub bez ciebie”, „Na pół”, „Loving on Your Brain” i „Pierwszy raz”.
31 maja 2024 z piosenką „Lekko” wzięła udział w koncercie „Premiery” podczas 61. Krajowego Festiwalu Piosenki Polskiej w Opolu.

## Dyskografia

### Albumy studyjne
| Rok  | Dane dot. albumu                                                                                | Certyfikat         | Sprzedaż       |
| ---- | ----------------------------------------------------------------------------------------------- | ------------------ | -------------- |
| 2016 | #1 - Wydany: 17 czerwca 2016 - Wytwórnia: Universal Music Polska - Format: CD, digital download | - POL: złota płyta | - POL: 15 000+ |

### EP
| Rok  | Dane dot. albumu                                                                                   |
| ---- | -------------------------------------------------------------------------------------------------- |
| 2015 | #Być tam - Wydany: 11 września 2015 - Wytwórnia: Universal Music Polska - Format: digital download |

### Single
| Rok | Tytuł                                  | Najwyższe pozycje na listach | Najwyższe pozycje na listach | Najwyższe pozycje na listach | Certyfikat                | Sprzedaż       | Album |
| Rok | Tytuł                                  | POL (airplay)                | POL (airplay nowości)        | POL (airplay TV)             | Certyfikat                | Sprzedaż       | Album |
| --- | -------------------------------------- | ---------------------------- | ---------------------------- | ---------------------------- | ------------------------- | -------------- | ----- |
| 2015 | „#Tam tam”                             | 33                           | 3                            | –                            | - POL: złota płyta        | - POL: 10 000+ | #1    |
| 2015 | „Zabiorę cię stąd”                     | 11                           | 3                            | –                            |                           |                | #1    |
| 2016 | „Ty i Ja”                              | 3                            | 1                            | 2                            | - POL: 3× platynowa płyta | - POL: 60 000+ | #1    |
| 2017 | „Biegnę” (gościnnie: Antek Smykiewicz) | 24                           | 2                            | –                            |                           |                | #1    |
| 2017 | „Namieszałeś”                          | –                            | –                            | –                            |                           |                | –     |
| 2018 | „Brak tchu”                            | –                            | –                            | –                            |                           |                | –     |
| 2019 | „Z tobą lub bez ciebie”                | –                            | –                            | –                            |                           |                | –     |
| 2020 | „Na pół”                               | –                            | –                            | –                            |                           |                | –     |
| 2020 | „Loving on Your Brain”                 | –                            | –                            | –                            |                           |                | –     |
| 2021 | „Pierwszy raz”                         | –                            | –                            | –                            |                           |                | –     |
| 2024 | „Lekko”                                | –                            | X                            | X                            |                           |                | –     |
| 2024 | „To już nie ja”                        | –                            | X                            | X                            |                           |                | –     |
| „–” oznacza, że singel nie był notowany na danej liście. „X” oznacza, że lista nie istniała w danym okresie. |                                        |                              |                              |                              |                           |                |       |

### Z gościnnym udziałem
| Rok                                                      | Tytuł                                             | Najwyższe pozycje na listach | Najwyższe pozycje na listach | Certyfikat             | Sprzedaż       | Album     |
| Rok                                                      | Tytuł                                             | POL (airplay)                | POL (airplay nowości)        | Certyfikat             | Sprzedaż       | Album     |
| -------------------------------------------------------- | ------------------------------------------------- | ---------------------------- | ---------------------------- | ---------------------- | -------------- | --------- |
| 2014                                                     | „Spokój” (2sty, gościnnie: Monika Lewczuk)        | –                            | –                            |                        |                | Stej Flaj |
| 2015                                                     | „Wild” (FIVER, gościnnie: Monika Lewczuk)         | –                            | –                            |                        |                | –         |
| 2016                                                     | „Libre” (Álvaro Soler, gościnnie: Monika Lewczuk) | 1                            | 1                            | - POL: platynowa płyta | - POL: 50 000+ | #1        |
| „–” oznacza, że singel nie był notowany na danej liście. |                                                   |                              |                              |                        |                |           |

### Teledyski
| Rok                  | Tytuł                   | Reżyser            |
| -------------------- | ----------------------- | ------------------ |
| 2015                 | „#Tam tam”              | Piotr Smoleński    |
| 2015                 | „Zabiorę cię stąd”      | Alan Kępski        |
| 2016                 | „Ty i Ja”               | Anna Powierża      |
| 2017                 | „Biegnę”                | Anna Powierża      |
| 2017                 | „Namieszałeś”           | Anna Powierża      |
| 2018                 | „Brak tchu”             | Piotr Smoleński    |
| 2019                 | „Z tobą lub bez ciebie” | Krzysztof Kujawski |
| 2020                 | „Na pół”                | Piotr Smoleński    |
| 2021                 | „Pierwszy raz”          | –                  |
| 2024                 | „Lekko”                 | –                  |
| Z gościnnym udziałem |                         |                    |
| 2015                 | „Wild”                  | Anna Powierża      |
| 2016                 | „Libre”                 | Anna Powierża      |

## Nominacje
| Rok  | Nagroda                      | Kategoria                  | Rezultat  |
| ---- | ---------------------------- | -------------------------- | --------- |
| 2016 | Eska Music Awards 2016       | Najlepszy radiowy debiut   | Nominacja |
| 2017 | Eska Music Awards 2017       | Najlepsza artystka         | Nominacja |
| 2017 | Eska Music Awards 2017       | Najlepszy hit („Ty i Ja”)  | Nominacja |
| 2017 | MTV Europe Music Awards 2017 | Najlepszy polski wykonawca | Nominacja |
| 2024 | 61. KFPP w Opolu             | Premiery („Lekko”)         | Nominacja |